# 岡山理科大学
岡山理科大学（おかやまりかだいがく、英語: Okayama University of Science）は、岡山県岡山市北区理大町1番1号に本部を置く日本の私立大学。1964年創立、1964年大学設置。大学の略称は理大、岡山理大、岡理。

## 概要
岡山理科大学は、理工系の私立大学であり、8学部20学科1コースと3つの研究科を有し、約7000人の学生が学ぶ。 
岡山理科大学は「理大（）」という略称を用いているが、東京理科大学（通称・理科大）とは全く無関係である。
そこで岡山理科大学は東京理科大学の「理科大」との誤用や混同を避けるため、あえて「岡山理大（）」もしくは「岡理（）」「岡理大（）」など土地の名を加えた略称を使用する場合もある。学歌では、略称として「岡山理大」が使われている。
教員養成に強く、全国の大学においても実力が高い。中学校教員採用者数全国第5位、西日本第1位である（朝日新聞出版『大学ランキング2023』より）。
基礎理学科では全国でも珍しい5つの免許（中学校：数学・理科、高等学校：数学・理科・情報）が取得可能である。
教育学部においては、小学校、中学校・高等学校の英語及び国語の免許が取得可能である。また、来年度から関連校との連携で保健体育の免許も取得可能になる（予定）。
初等教育学科ではICT教育＋理科教育で小学校教員を育成している。
全学部で国際バカロレア（IB）の教員養成を行っている。
数理・データサイエンス・AI教育プログラム認定制度がある。

### 基礎データ

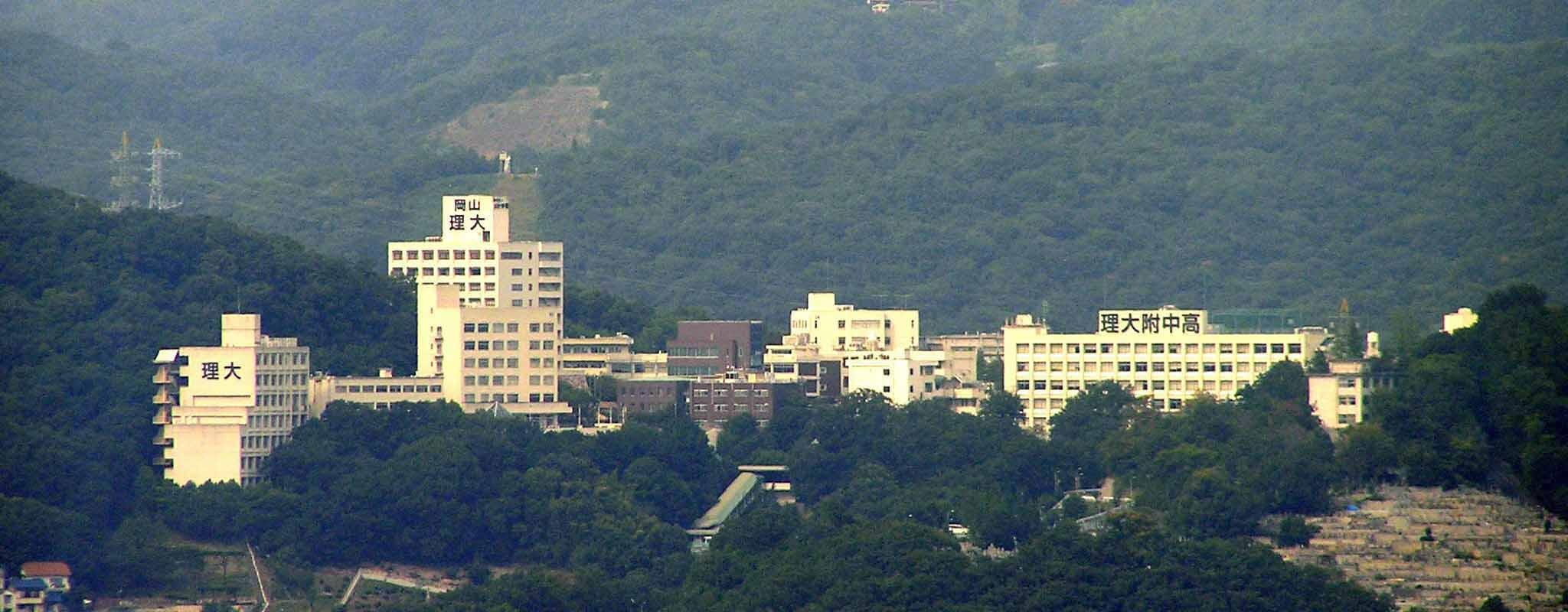
半田山中腹に並ぶ校舎群

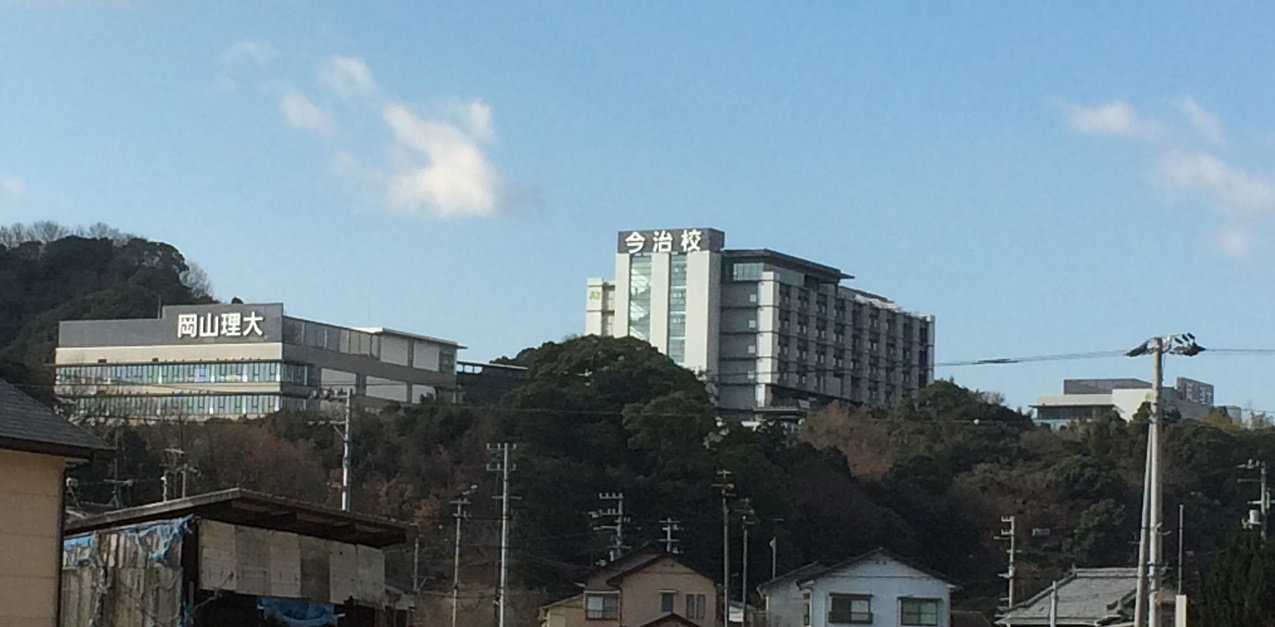
今治キャンパス

#### 所在地
- 本部・理大町キャンパス：岡山県岡山市北区理大町1-1
- 笹ヶ瀬キャンパス・加計記念体育館：岡山県岡山市北区横井上大谷921-16
- 今治キャンパス：愛媛県今治市いこいの丘1-3

#### 建学の理念
ひとりひとりの若人が持つ能力を最大限に引き出し技術者として社会人として社会に貢献できる人材を養成する。

### 象徴
- リカちゃん（2001年頃 - 2008年）
  - 校名をぎなた読みすると「おかやまりかだいがく」となることから、タカラ（現・タカラトミー）と契約を交わし、同社製の着せ替え人形玩具「リカちゃん」（香山リカ）をイメージキャラクターとして使用した。岡山駅新幹線ホームにはキャッチフレーズと共にリカちゃんの広告看板が掲げられた。広告キャッチフレーズは「リカの大学だと思ってました」、「リカ、大学に行きます」、「リカが選んだ大学です」。
- たんQ（2009年 - ）
  - 2009年より独自のシンボルキャラクター「たんQ」が作成され、岡山駅の自動改札機や市内を走る路線バスに広告を打つ。 名称は公募で決められた。

## 沿革
岡山理科大学は1964年（昭和39年）に理学部の設置をもって設立された。1986年（昭和61年）に工学部を、1997年（平成9年）に総合情報学部を、2012年（平成24年）に生物地球学部を設置するなど、学部を増設している。

### 年表
- 1961年（昭和36年）- 学校法人加計学園設置認可。
- 1962年（昭和37年）- 岡山電機工業高等学校開校。
- 1964年（昭和39年）- 開学。理学部を設置（応用数学科・化学科）。岡山電機工業高等学校を岡山理科大学附属高等学校へ改称。
- 1966年（昭和41年）- 理学部に応用化学科、応用物理学科を増設。
- 1969年（昭和44年）- 理学部に機械理学科、電子理学科を増設。
- 1971年（昭和46年）- 理学専攻科を設置（応用数学専攻、化学専攻、応用化学専攻、応用物理学専攻）。
- 1973年（昭和48年）- 理学専攻科に機械理学専攻、電子理学専攻を増設。
- 1974年（昭和49年）- 大学院理学研究科を設置（化学専攻修士課程、応用物理学専攻修士課程）。
- 1975年（昭和50年）- 理学部に基礎理学科を増設。
- 1976年（昭和51年）- 理学部の応用数学科に数学専攻と情報専攻を設置。
- 1978年（昭和53年）- 大学院理学研究科に材質理学専攻博士後期課程を設置。
- 1979年（昭和54年）- 大学院理学研究科に機械理学専攻修士課程、電子理学専攻修士課程を増設。
- 1980年（昭和55年）- 大学院理学研究科に応用数学専攻修士課程を増設。理学部の応用化学科に応用化学専攻と環境化学専攻を設置。
- 1982年（昭和57年）- 理学部の電子理学科に電子物性専攻、情報・システム専攻を設置。
- 1983年（昭和58年）- 大学院理学研究科にシステム科学専攻博士後期課程を増設。
- 1986年（昭和61年）- 工学部を設置（応用化学科応用化学専攻・開発化学専攻、機械工学科機械基礎工学専攻・産業機械工学専攻、電子工学科電子工学専攻・情報・システム専攻）。
- 1987年（昭和62年）- 大学院理学研究科に応用数学専攻博士後期課程を増設。
- 1988年（昭和63年）- 理学部に生物化学科を増設。大学院理学研究科に総合理学専攻修士課程を増設。
- 1990年（平成2年）- 大学院工学研究科を設置（応用化学専攻修士課程、機械工学専攻修士課程、電子工学専攻修士課程、システム科学専攻博士後期課程）。教職特別課程を設置。
- 1992年（平成4年）- 工学部に情報工学科を増設。大学院理学研究科に生物化学専攻修士課程を増設。理学部の応用化学科、機械理学科、電子理学科並びに大学院理学研究科の機械理学専攻修士課程、電子理学専攻修士課程、システム科学専攻博士後期課程を廃止。
- 1993年（平成5年）- 工学部応用化学科の開発化学専攻を精密化学専攻へ、機械工学科の産業機械工学専攻を機械システム工学専攻へ改称。
- 1996年（平成8年）- 大学院工学研究科に情報工学専攻修士課程を増設。
- 1997年（平成9年）- 総合情報学部を設置（数理情報学科、シミュレーション物理学科、生物地球システム学科、社会情報学科）。
- 1999年（平成11年）- 理学部生物化学科に生物化学専攻、臨床生物化学専攻を設置。
- 2001年（平成13年）- 工学部に福祉システム工学科を増設。大学院総合情報研究科を設置（情報科学専攻修士課程、シミュレーション物理専攻修士課程、生物地球システム専攻修士課程、社会情報専攻修士課程）。工学部応用化学科の精密化学専攻を生物・環境化学専攻へ、機械工学科を機械システム工学科へ、総合情報学部の数理情報学科を情報科学科へ改称。
- 2002年（平成14年）- 理学部の応用物理学科に物理科学専攻、医用科学専攻を設置。総合情報学部のシミュレーション物理学科をコンピュータシミュレーション学科へ改称。
- 2003年（平成15年）- 総合情報学部の社会情報学科に地域人間情報専攻、情報社会システム専攻を設置。大学院総合情報研究科に数理・環境システム専攻博士後期課程を設置。
- 2004年（平成16年）- 理学部に臨床生命科学科を設置。
- 2005年（平成17年）- 工学部に知能機械工学科を設置。大学院工学研究科に福祉システム工学専攻修士課程を設置。大学院工学研究科の機械工学専攻修士課程を機械システム工学専攻修士課程へ、大学院総合情報研究科シミュレーション物理専攻修士課程をシミュレーション科学専攻修士課程へ改称。
- 2006年（平成18年）- 工学部の応用化学科をバイオ・応用化学科へ改称。
- 2007年（平成19年）- 工学部に生体医工学科を設置。総合情報学部に建築学科を設置。工学部の電子工学科を電気電子システム工学科へ改称。
- 2008年（平成20年）- 理学部に動物学科を設置。大学院理学研究科に臨床生命科学専攻修士課程を設置。
- 2009年（平成21年）- 工学部に工学プロジェクトコースを設置。大学院工学研究科に知能機械工学専攻修士課程を増設。
- 2010年（平成22年）- 留学生別科を設置。
- 2011年（平成23年）- 総合情報学部の建築学科を募集停止。工学部に建築学科を設置。大学院工学研究科に生体医工学専攻修士課程、建築学専攻修士課程を設置。
- 2012年（平成24年）- 総合情報学部ぼ生物地球システム学科を募集停止。生物地球学部を設置（生物地球学科）。大学院理学研究科に動物学専攻修士課程を設置。
- 2015年（平成27年）- 工学部の生体医工学科を生命医療工学科に改称。
- 2016年（平成28年）- 教育学部を設置（初等教育学科、中等教育学科国語教育コース・英語教育コース）。理学部の応用物理学科医用科学専攻を臨床工学専攻へ改称。大学院総合情報研究科の生物地球システム専攻修士課程を募集停止し、大学院生物地球科学研究科生物地球科学専攻修士課程を設置。
- 2017年（平成29年）- 経営学部を設置（経営学科）。総合情報学部の社会情報学科を募集停止。
- 2018年（平成30年）- 獣医学部を愛媛県今治市に設置[3]（獣医学科、獣医保健看護学科）。
- 2021年（令和3年）- 大学院マネジメント研究科マネジメント専攻修士課程を設置。大学院総合情報研究科の社会情報専攻修士課程を募集停止。
- 2022年（令和4年）- 情報理工学部を設置（情報理工学科）。生命科学部を設置（生物科学科）[4][5]。理学部の応用物理学科を物理学科へ改称。岡山キャンパス開講のすべての学部・学科のどの授業を履修することができるアクティブラーナーズコース設置。
- 2025年（令和7年）- 生命科学部 医療技術学科、生物地球学部の生物地球学科恐竜・古生物学コースを改組し恐竜学科、情報理工学部 通信教育課程情報科学科（すべて仮称）を新設予定。理学部臨床生命科学科、工学部生命医療工学科募集停止。

## 教育および研究

### 組織

#### 学部
- 理学部
  - 応用数学科
  - 基礎理学科
    - 総合理学コース
    - 理数系教員コース

  - 物理学科
    - 理論物理コース
    - 宇宙科学コース
    - ナノサイエンスコース

  - 化学科
    - 大学院早期進学コース
    - 先端化学コース
    - 教職支援コース
    - 資格支援コース

  - 動物学科
  - 臨床生命科学科（2025年4月募集停止）
  - 生物化学科（2022年4月募集停止）

- 工学部
  - 機械システム工学科
    - 機械（ME）コース
    - 航空・宇宙（AS）コース
    - 高等機械システムコース（JABEE認定）

  - 電気電子システム工学科
    - 電気エネルギーコース
    - 電子デバイスコース
    - コンピュータ・情報コース
    - 複合領域コース

  - 情報工学科
    - 情報技術（IT）コース
    - コンピュータエンジニアリング（CE）コース

  - 応用化学科
    - 応用化学コース
    - 生物工学コース

  - 建築学科
    - 建築工学コース
    - 住デザインコース

  - 生命医療工学科（2024年度入学生まで）
  - 知能機械工学科（2021年度入学生まで）
  - 工学プロジェクトコース（2021年度入学生まで）

- 情報理工学部
  - 情報理工学科
    - コンピュータサイエンスコース
    - AI・データサイエンスコース
    - デジタルゲーム・メディアコース
    - AIロボティクスコース
    - メカトロニクスコース

  - 情報科学科［通信教育課程］（2025年4月開設予定）

- 生命科学部
  - 生物科学科
    - バイオサイエンスコース
    - 生物生産コース
    - コスメ・食品コース
    - 環境科学コース
    - 医用生物学コース

  - 医療技術学科（2025年4月開設予定）
    - 臨床検査学コース
    - 臨床工学コース

- 生物地球学部
  - 生物地球学科
    - 植物・園芸学コース
    - 動物・昆虫学コース
    - 地理・考古学コース
    - 地球・気象学コース
    - 天文学コース
    - 恐竜・古生物学コース（2024年度をもって恐竜学科へ改組）

  - 恐竜学科（2025年4月開設予定）

- 教育学部
  - 初等教育学科
  - 中等教育学科
    - 国語教育コース
    - 英語教育コース
    - 国際日本語教育コース

- 経営学部
  - 経営学科
    - 経営学コース
    - ビジネスデータサイエンス
    - スポーツマネジメントコース

- 獣医学部
  - 獣医学科
  - 獣医保健看護学科

- アクティブラーナーズコース[6]

#### 研究科
- 理工学研究科
  - 自然科学専攻（修士課程）
  - システム科学専攻（修士課程）
  - 自然科学専攻（博士後期課程）
  - システム科学専攻（博士後期課程）
- マネジメント研究科
  - マネジメント専攻（修士課程）
- 獣医学研究科
  - 獣医学専攻（博士課程）
  - 獣医保健看護学専攻（修士課程）
- 理学研究科（2023年をもって廃止）
  - 応用数学専攻（修士課程）
  - 化学専攻（修士課程）
  - 応用物理学専攻（修士課程）
  - 総合理学専攻（修士課程）
  - 生物化学専攻（修士課程）
  - 臨床生命科学専攻（修士課程）
  - 動物学専攻（修士課程）
  - 応用数学専攻（博士後期課程）
  - 材質理学専攻（博士後期課程）
- 工学研究科（2023年をもって廃止）
  - 応用化学専攻（修士課程）
  - 機械システム工学専攻（修士課程）
  - 電子工学専攻（修士課程）
  - 情報工学専攻（修士課程）
  - 知能機械工学専攻（修士課程）
  - 生体医工学専攻（修士課程）
  - 建築学専攻（修士課程）
  - システム科学専攻（博士後期課程）
- 総合情報研究科（2023年をもって廃止）
  - 情報科学専攻（修士課程）
  - 社会情報専攻（修士課程）
  - 数理・環境システム専攻（博士後期課程）
- 生物地球科学研究科（2023年をもって廃止）
  - 生物地球科学専攻（修士課程）

#### 研究・付属施設
- 情報処理センター
- フロンティア理工学研究所
- ワイン発酵科学センター
- 恐竜学博物館
- 研究・社会連携部
- 図書館
- 情報基盤センター
- 科学ボランティアセンター
- 総合機器センター
- サイエンスドリームラボ
- 医用科学教育センター
- 自然フィールドワークセンター
- 水質管理室
- 古生物学・年代学研究センター
- 建築歴史文化研究センター
- 生物医科学検査研究センター
- 生物生産教育研究センター
- 獣医学教育病院

## 学生生活

### 学生サポート
- キャリア支援センター
- 健康管理センター
- 学生相談室
- 学生課
- コミュニケーション支援課
- 教務課
- 教学資格課
- アカデミック・アドバイジングデスク
- 教職支援センター
- 学芸員教育センター
- 学習支援センター
- グローバルセンター
- 学生食堂（たんぽぽ・レストランハラール・ゼロイチ食堂（ラーメン）・学園食堂・UDONや・るるぱ（カレー））岡山
  - イスラム教徒の留学生に配慮し、2015年（平成27年）4月27日よりレストランハラールを開設[7][8]。
- 学生食堂今治

### 学友会
学友会が以下の組織で構成されている。
- 学生委員会
- 放送委員会
- 半田山祭実行委員会
- 学生協議会本部
- 会計監査会
- 体育局本部
- 文化局本部

### 学園祭
- 半田山祭
  - 11月下旬に学友会及び多くのサークルが参加し開催される、秋の大学祭。模擬店・ステージイベント・展示の他、イルミネーション点灯式やプロコンサートが行われる。

## 大学関係者と組織

### 大学関係者一覧
- 波田善夫（生物学者）- 元学長
- 柳澤康信（生態学者）- 元学長
- 村橋俊一（化学者）- 元客員教授
- 高橋信介（物理学者、弘前大学准教授）- 岡山理科大学にて博士号を取得[9]
- 鈴木章（化学者、北海道大学名誉教授 ノーベル化学賞受賞）- 元教授
- 吉川泰弘（獣医学部長、東京大学名誉教授、元千葉科学大学副学長）
- 尾崎博（獣医学部副学部長、東京大学名誉教授、元日本学術会議会員）
- 森川亮 （科学哲学者、物理学者、近畿大学准教授）
- 森川茂 （獣医学部教授、国立感染症研究所名誉所員）
- 村西利恵（関西テレビアナウンサー）- 非常勤講師
- 上念司 - 客員教授[10]
- 石垣忍（古生物学者、博物館学者、恐竜学博物館館長）- 教授
- 野﨑一(化学者) -名誉教授

### 出身者
- 重広恒夫 （登山家）
- 鈴木裕 （セガゲームプロデューサー）
- 田中将賀 （アニメーター、キャラクターデザイナー）
- 平原沖恵（フリーアナウンサー　理学部化学科卒[11]）
- 三瀬幸司 （プロ野球選手）
- リンクアップとっしー （お笑い芸人　総合情報学部生物地球システム学科卒）
- 玉城満（政治家、タレント）

## 施設

### キャンパス

#### 理大町キャンパス
- 使用学部：理学部・工学部・情報理工学部・生命科学部・生物地球学部・教育学部・経営学部・アクティブラーナーズコース・教職特別課程
- 使用研究科：理工学研究科・マネジメント研究科
- 交通アクセス
  - 岡電バス「岡山理科大学」バス停もしくは「理大東門」バス停下車すぐ。
  - 岡電バス・宇野バス美作線「植物園口」バス停より徒歩20分。

#### 今治キャンパス
- 使用学部：獣医学部
- 使用研究科：獣医学研究科
- 交通アクセス
  - せとうちバス「岡山理大今治キャンパス」バス停下車すぐ。

## 対外関係

### 地方自治体との協定
- 大阪市天王寺動物園（教育及び研究に関する連携協定） - 2018年3月13日締結[12]。
- 島根県（就職支援に関する協定） - 2016年11月30日締結[13]。
- 倉敷市（連携協力に関する協定） - 2018年2月28日締結[14]。
- 新見市（包括的連携・協力に関する協定） - 2017年3月7日締結[15]。
- 吉備中央町･吉備高原サラブリトレーニング（地域連携包括協定） - 2018年8月31日締結[16]。
- 岡山県生涯学習センター（連携協力協定） - 2015年6月28日締結[17]。
- 福山市立動物園（希少動物の繁殖に向けた研究協力などに関する連携協定) - 2015年3月5日締結[18]。
- 徳島県（就職支援に関する協定） - 2017年11月29日締結[19]。
- 香川県（就職支援に関する協定） - 2017年10月25日締結[20]。
- 今治市（包括連携協定） - 2018年12月2日締結。
- 今治市・愛媛県獣医師会（災害時における動物救護活動及び被災者への救護活動に関する連携協定） - 2018年12月2日締結[21]。

### 他大学との協定

#### 国内大学
- 放送大学[22]
- 岡山大学（包括的連携協力に関する協定）
- 岡山県立大学（包括的連携協力に関する協定） - 2018年11月27日締結[23]。
- 愛媛大学（包括的連携協力に関する協定） - 2018年3月14日締結[24]。
- 今治明徳短期大学（連携協力協定）[25]
- 京都大学化学研究所（学術交流協定） - 2009年9月4日締結[26]。

#### 海外大学
- モンゴル国立教育大学
- モンゴル科学アカデミー古生物学地質学研究所
- マプア大学

### その他団体･機関との協定
- おかやま信用金庫（包括連携協定） - 2008年2月6日締結[27]。
- 中国地方整備局（包括的連携・協力に関する協定） - 2007年3月5日締結。
- トマト銀行(包括連携協定) - 2009年10月28日締結[28]。
- ナカシマホールディングス（連携協力に関する協定） - 2009年11月2日締結[29]。
- 屋久島野外活動総合センター（連携協力に関する協定） - 2008年11月11日締結。

## 附属学校
- 岡山理科大学附属中学校・高等学校 （岡山県岡山市北区）

## 理大町
理大町（りだいちょう）とは岡山県岡山市北区の町字。岡山理科大学ひいては運営法人である加計学園本部の在地住所でもある。郵便番号は700-0005。
町字の名は本学の存在に由来するもので、本学および隣接する附属校である岡山理科大学附属中学校・高等学校も同様に理大町を在地とする。
これは1973年（昭和48年）10月1日に行われた岡山市の、本学周辺地域を対象とした町字名称の整理による名称変更にて定められたものである。それ以前の本学の地域は大字上においては、大半が半田山の東麓の集落である宿の一部であった。行政上においては、理大町は宿から近隣の半田町、宿本町などと同様に分離成立した形となっている。
なお、関連校である岡山理科大学専門学校および関連福祉施設である順正保育園については同時に分離成立した半田町の町域である。